# Xã Rayburn, Quận Armstrong, Pennsylvania
Xã Rayburn (tiếng Anh: Rayburn Township) là một xã thuộc quận Armstrong, tiểu bang Pennsylvania, Hoa Kỳ. Năm 2010, dân số của xã này là 1.907 người.